# Possédée du diable
Pour plus de détails, voir Fiche technique et Distribution.
Possédée du diable (Der Weibsteufel) est un film autrichien réalisé par Wolfgang Liebeneiner, sorti en 1951.

## Fiche technique
- Titre : Possédée du diable
- Titre original : Der Weibsteufel
- Réalisation : Wolfgang Liebeneiner
- Scénario : Wolfgang Liebeneiner d'après la pièce Der Weibsteufel de Karl Schönherr
- Musique : Heinz Sandauer
- Photographie : Günther Anders
- Montage : Anried Heine
- Société de production : Styria-Film
- Pays :  Autriche
- Genre : Drame
- Durée : 99 minutes
- Dates de sortie : 
  -  Autriche : 28 septembre 1951

## Distribution
- Hilde Krahl : Marei
- Kurt Heintel : le garde-frontières Florian
- Bruno Hübner : Anton Lechner
- Hermann Erhardt
- Franz Muxeneder
- Otto Bolesch
- Kurt Bülau
- Olga von Togni

## Distinctions
Le film a été présenté en sélection officielle en compétition au Festival de Cannes 1952.